# Tetraponera dentifera
Tetraponera dentifera é uma espécie de formiga do gênero Tetraponera, pertencente à subfamília Pseudomyrmecinae.